# Chima Ede
Chima Ede (* 1992 oder 1993) ist ein deutscher Rapper und Songwriter.

## Biografie
Chima Ede kam 1992 oder 1993 als Sohn eines Nigerianers und einer Deutschen zur Welt und wuchs in Berlin-Wedding auf. Einer seiner Brüder ist der Fußballspieler Chinedu Ede. Um 2011 war er Teil der Rapgruppe CandySoundEntertainment. Inspiriert von einem Besuch des Splash trat er 2015 mit der EP Lebenslust in Zusammenarbeit mit dem Magazin Juice erstmals als Solomusiker in Erscheinung. Die EP brachte ihm Platzierungen in Newcomerlisten von Kritikern ein. Das Magazin behandelte ihn außerdem im Rahmen der Titelstory Deutschraps Zukunft und nahm ihn in die zugehörige Kompilation Leaders Of The New School auf. Im selben Jahr trug er darüber hinaus zusammen mit MoTrip einen Titel zum Sampler 7 Todsünden des Magazins Backspin bei. Er wurde früh von Megaloh unterstützt, so durfte er ihn etwa 2016 auf seiner Regenmacher-Tournee begleiten. Im Folgejahr war er zudem mit Ahzumjot auf Lowkey-Tournee. Ede wirkte an allen Titeln des 2019 veröffentlichten Nummer-eins-Albums Supersize der Rapperin Shirin David mit. 2022 wurde er für eine zweiteilige Dokumentation von Tracks über Ghostwriting interviewt.
In Verlagsangelegenheiten steht er bei Universal Music Publishing unter Vertrag. 2018 wurde berichtet, dass er Teil der Immer-Ready-Crew um Marvin Game, Morten, Holy Modee und Mister Mex sei. Chima Ede spielte unter anderem auf dem Splash, dem Lunatic Festival und dem Out4Fame-Festival.

## Diskografie
EPs
- 2015: Lebenslust
- 2016: 2023
- 2016: Principium (mit Ghanaian Stallion)
- 2018: Sand – EP
- 2018: Sünder – EP
- 2018: Sie – EP
- 2018: Sommerregen – EP
- 2021: Sturm vor der Ruhe (Groove Attack)

Autorenbeteiligungen in den Charts
| Jahr | Titel Interpretation                     | Höchstplatzierung, Gesamtwochen, AuszeichnungChartplatzierungen (Jahr, Titel, Interpretation, Platzierungen, Wochen, Auszeichnungen, Anmerkungen) | Höchstplatzierung, Gesamtwochen, AuszeichnungChartplatzierungen (Jahr, Titel, Interpretation, Platzierungen, Wochen, Auszeichnungen, Anmerkungen) | Höchstplatzierung, Gesamtwochen, AuszeichnungChartplatzierungen (Jahr, Titel, Interpretation, Platzierungen, Wochen, Auszeichnungen, Anmerkungen) | Anmerkungen                                                                 |
| Jahr | Titel Interpretation                     | DE | AT | CH | Anmerkungen                                                                 |
| ---- | ---------------------------------------- | --- | --- | --- | --------------------------------------------------------------------------- |
| 2019 | Orbit Shirin David                       | DE5 (4 Wo.)DE | AT9 (2 Wo.)AT | CH14 (1 Wo.)CH | Erstveröffentlichung: 25. Januar 2019 Album: Supersize                      |
| 2019 | Gib ihm Shirin David                     | DE1 Platin · (18 Wo.)DE | AT3 Platin · (13 Wo.)AT | CH9 (9 Wo.)CH | Erstveröffentlichung: 15. Februar 2019 Verkäufe: + 430.000 Album: Supersize |
| 2019 | Don’t Lie To Me Lena                     | DE30 Gold · (16 Wo.)DE | AT39 (6 Wo.)AT | — | Erstveröffentlichung: 15. März 2019 Verkäufe: + 200.000 Album: Only Love, L |
| 2019 | Ice Shirin David                         | DE8 (5 Wo.)DE | AT8 (3 Wo.)AT | CH28 (2 Wo.)CH | Erstveröffentlichung: 5. April 2019 Album: Supersize                        |
| 2019 | Fliegst Du mit Shirin David              | DE8 (5 Wo.)DE | AT9 (3 Wo.)AT | CH15 (3 Wo.)CH | Erstveröffentlichung: 17. Mai 2019 Album: Supersize                         |
| 2019 | On Off Shirin David & Maître Gims        | DE3 Gold · (14 Wo.)DE | AT5 Gold · (9 Wo.)AT | CH6 (6 Wo.)CH | Erstveröffentlichung: 28. Juni 2019 Verkäufe: + 215.000 Album: Supersize    |
| 2019 | Brillis Shirin David                     | DE4 (8 Wo.)DE | AT14 (4 Wo.)AT | CH15 (2 Wo.)CH | Erstveröffentlichung: 23. August 2019 Album: Supersize                      |
| 2019 | Nur mit dir Shirin David & Xavier Naidoo | DE8 (8 Wo.)DE | AT13 (4 Wo.)AT | CH11 (3 Wo.)CH | Erstveröffentlichung: 20. September 2019 Album: Supersize                   |
| 2020 | Schlafen Ufo361, Bausa & The Cratez      | DE19 (3 Wo.)DE | AT27 (2 Wo.)AT | CH83 (1 Wo.)CH | Erstveröffentlichung: 28. Februar 2020 Album: Nonstop                       |
| 2020 | Brechen mich nicht. Kool Savas feat. Mel | DE40 (1 Wo.)DE | — | CH93 (1 Wo.)CH | Erstveröffentlichung: 8. Mai 2020 Album: Aghori                             |
| 2020 | Conan x Xenia Haftbefehl x Shirin David  | DE4 (5 Wo.)DE | AT12 (2 Wo.)AT | CH19 (2 Wo.)CH | Erstveröffentlichung: 8. Mai 2020 Album: Das weisse Album                   |
| 2023 | Sie Cro                                  | DE25 (2 Wo.)DE | AT31 (1 Wo.)AT | CH72 (1 Wo.)CH | Erstveröffentlichung: 10. Februar 2023                                      |